# Томо Томоски (археолог)
 Тази статия е за археолога от Република Македония.  За българския възрожденец вижте Томо Томоски (възрожденец).  
Томо Томоски (на македонска литературна норма: Томо Томоски) е историк и археолог от Република Македония, един от водещите медиевисти в страната.

## Биография
Роден е на 22 декември 1915 година в Скопие, тогава окупиран от Царство България по време на Първата световна война. Завършва основно и средно образование в Скопие, след което в 1948 година завършва история във Философския факултет на Люблянския университет.
В 1958 година се хабилитира във Философския факултет на Скопския университет, в който започва работа като асистент в 1949 година. В 1958 година става доцент, в 1963 – извънреден професор, а в 1970 година – редовен професор. Продекан е на Факултета и председател на Катедрата по история. Преподава средновековна обща история и е ръководител на много археологически разкопки.
Умира в Скопие на 3 май 2004 година.